# Katrinedal
Katrinedal, ook wel Djupedalen genoemd, is een plaats (tätort) in de gemeente Vänersborg in het landschap Dalsland en de provincie Västra Götalands län in Zweden. De plaats heeft 270 inwoners (2010) en een oppervlakte van 13,99 hectare.